# Luis Henrique Farinhas
Luis Henrique Farinhas Taffner (n. Vila Velha, Brasil; 17 de marzo de 1998), más conocido como Luis Henrique, es un futbolista brasileño que juega como delantero centro en el FC Honka de Finlandia.

## Trayectoria

### Botafogo
El 1 de julio de 2015 fue ascendido al plantel principal del Botafogo.
Debutó como profesional el 4 de julio de 2015, con 17 años. Se enfrentó al Sampaio Corrêa como local en el Estadio Nilton Santos, en la décima jornada del Campeonato Brasileño de Fútbol Serie B. A pesar de su edad jugó como titular. En el minuto 6 marcó su primer gol oficial, con un remate de cabeza, en el minuto 38, tras un pase de Luis Ricardo, anotó su segundo tanto, logrando el 2 a 0. Luis Henrique abandonó el terreno de juego en el minuto 79 y fue sustituido por Guilherme Camacho, el resultado final del encuentro fue 5 a 0.
El 15 de julio debutó en la Copa de Brasil, fue titular contra Figueirense, lo sustituyeron en el minuto 87, cuando el partido estaba empatado sin goles, aunque finalmente perdieron 1 a 0 con un gol de Marcão en el minuto 92.

## Selección nacional
El 2 de octubre de 2015 fue seleccionado por Carlos Amadeu para disputar el Mundial sub-17 en Chile.
Debutó a nivel mundial el 18 de octubre, fue titular contra Corea del Sur, pero fueron derrotados 1 a 0. Luego en los dos restantes partidos de la fase de grupos lograron el triunfo, por lo que clasificaron a la siguiente instancia. El 28 de octubre jugaron los octavos de final contra Nueva Zelanda, ya en tiempo cumplido les quedó un penal a favor, Luis Henrique lo ejecutó y anotó su primer gol con la selección, que permitió el triunfo 1 a 0. En cuartos de final se enfrentaron a Nigeria, pero fueron derrotados 3 a 0.

### Participaciones en juveniles
| Competición                 | Sede  | Resultado        | Partidos | Goles |
| --------------------------- | ----- | ---------------- | -------- | ----- |
| Copa Mundial Sub-17 de 2015 | Chile | Cuartos de final | 5        | 1     |

## Estadísticas
Actualizado al 1° de marzo de 2017.
| Botafogo · Brasil                                        | 2ª            | 2015          | 15 | 4 | 0  | 0 | 1 | 0 | - | - | 16 | 4 |
| Botafogo · Brasil                                        | 1ª            | 2016          | 5  | 0 | 12 | 2 | 6 | 1 | - | - | 23 | 3 |
| Botafogo · Brasil                                        | Total club    | Total club    | 20 | 4 | 15 | 3 | 7 | 1 | 0 | 0 | 42 | 8 |
| Atlético Paranaense · Brasil                             | 1ª            | 2017          | -  | - | 3  | 1 | - | - | - | - | 3  | 1 |
| Atlético Paranaense · Brasil                             | Total club    | Total club    | 0  | 0 | 3  | 1 | 0 | 0 | 0 | 0 | 3  | 1 |
| Total carrera                                            | Total carrera | Total carrera | 20 | 4 | 15 | 3 | 7 | 1 | 0 | 0 | 42 | 8 |
| (1)Incluidos los datos de la Copa de Brasil (2015, 2016) |               |               |    |   |    |   |   |   |   |   |    |   |